# Brasil-Klasse
Die zwei Brasil-Klasse-Kombischiffe des MARAD-Design P2-S2-9a erreichten jeweils weit über vierzigjährige, erfolgreiche Dienstzeiten.

## Geschichte

### Moore-McCormack
Die Bauwerft Ingalls Shipbuilding in Pascagoula, Mississippi begann am 6. Juli 1956 mit dem Bau des Typschiffs der Klasse. Am 4. September 1958 wurde die Brasil abgeliefert, als zweites Schiff folgte am 9. Dezember desselben Jahres die Argentina. Beide je 25 Millionen US-Dollar teure Einheiten wurden von der US-amerikanischen Reederei Moore-McCormack auf ihrem Fracht- und Passagierliniendienst zwischen den Vereinigten Staaten und Häfen der südamerikanischen Ostküste eingesetzt. 1963 erweiterte die Werft Bethlehem Steel in Baltimore beide Schiffe um jeweils ein Aufbaudeck, um den Passagierbereich um jeweils 120 Plätze zu vergrößern. Vor dem Hintergrund des verhältnismäßig teuren Betriebes unter amerikanischer Flagge, dem hohen Brennstoffverbrauch und dem seit Anfang der 1960er Jahre auch im Südamerikaverkehr sehr rasch zunehmenden Luftreiseverkehrs waren die beiden Schiffe nach elf Dienstjahren nicht mehr wirtschaftlich zu betreiben, woraufhin Moore-McCormack die Schiffe 1969 auflegte.

### Zweimal Holland America Line
Nach drei Jahren Aufliegezeit erfolgte 1972 der erste Eignerwechsel. Die Holland-America Line (HAL) erwarb beide Schiffe für zusammen rund 20 Millionen US-Dollar und ließ sie bei der Lloyd-Werft in Bremerhaven zu reinen Passagierschiffen umbauen. Nach dem Umbau vergrößerte sich die Vermessung auf 23.500 BRT und die Passagierkapazität auf 739. Die neue Reederei setzte die beiden Schiffe als Volendam und Veendam wieder in Fahrt. Nur drei Jahre nach dem Umbau gab die HAL beide Schiffe an ihre Tochtergesellschaft Monarch Cruise Lines ab, welche sie in Monarch Sun und Monarch Star umtaufte. 1977 und 1978 kaufte die HAL beide Schiffe zurück und gab ihnen erneut die Namen Volendam und Veendam. Die HAL veräußerte beide Schiffe in den Jahren 1984 und 1985 an verschiedene Reedereien.

### Weitere Karrieren
Mitte der 1980er Jahre trennten sich die Wege des Schiffspaares vorübergehend, beide wurden in den folgenden Jahren zahlreiche Male weiterverkauft und ebenso oft umbenannt. Immer wieder stellte sich der hohe Brennstoffverbrauch der Turbinenschiffe als nachteilig für die Wirtschaftlichkeit der jeweiligen Betreiber heraus, trotzdem blieben beide Schiffe bis Anfang der 2000er Jahre in Fahrt.
Die ursprüngliche Argentina wurde zuletzt als Enchanted Isle von der Commodore Cruise Line bereedert. Nach deren Bankrott im Jahr 2001 lag das Schiff einige Zeit am Mississippi auf, bevor es 2003 in New Orleans umbenannt und zum Abbruch nach Alang gesandt wurde.
Die einstige Brasil stach zum Ende ihrer Karriere noch einmal mit einigen Ereignissen heraus. Nachdem diese Ende 1995 als Enchanted Seas zum Ausbildungsschiff Universe Explorer der University of Pittsburgh umgebaut worden war, wurde sie als schwimmende Universität genutzt. Am 27. Juli 1996 brach auf ihr ein Feuer in der Wäscherei aus, bei dem fünf Besatzungsmitglieder an Rauchvergiftung starben sowie weitere 55 Mann Besatzung und ein Passagier verletzt wurden. Es entstand dabei ein Schaden von etwa 1,5 Millionen US-Dollar, der in Vancouver behoben wurde. Ab 2002 wurden die Ausbildungsreisen als „Semester at Sea“ der Reederei World Explorer Cruises fortgesetzt. Nachdem man das Schiff im August 2004 in Hong Kong umfangreich überholt hatte, erwarb die Rikkan Shipping aus Monrovia das Schiff am 9. November des Jahres und schickte sie zehn Tage darauf als Universe auf ihre letzte Reise nach Alang. Dort eingetroffen wurde sie schließlich am 7. Dezember 2004 auf den Strand gesetzt und im Folgejahr verschrottet.

## Übersicht
| Typ P2-S2-9a – Brasil-Klasse | Typ P2-S2-9a – Brasil-Klasse | Typ P2-S2-9a – Brasil-Klasse | Typ P2-S2-9a – Brasil-Klasse |
| Bauname                      | Indienststellung             | Baunummer                    | Umbenennungen und Verbleib |
| ---------------------------- | ---------------------------- | ---------------------------- | --- |
| Brasil                       | 4. September 1958            | 467                          | 1972 → Volendam, 1975 → Monarch Sun, 1977 → Volendam, 1984 → Island Sun, 1985 → Liberte, 1987 → Canada Star, 1988 → Queen of Bermuda, 1990 → Enchanted Seas, 1996 → Universe Explorer, 2004 → Universe, 2004/5 → Abbruch in Alang |
| Argentina                    | 9. Dezember 1958             | 468                          | 1972 → Veendam, 1974 → Brasil, 1975 → Veendam, 1976 → Monarch Star, 1978 → Veendam, 1984 → Bermuda Star, 1990 → Enchanted Isle, 2003 → New Orleans, 2003/4 → Abbruch in Alang                                                     |